# Torque de transferência de spin

Um modelo simples de torque de transferência de spin para duas camadas antialinhadas. A corrente que flui para fora da camada fixa é polarizada por spin. Quando atinge a camada livre, a maioria dos spins relaxa em estados de baixa energia de spin oposto, aplicando um torque à camada livre no processo

Um diagrama esquemático de uma junção de válvula de spin/túnel magnético. Em uma válvula de spin a camada espaçadora (roxa) é metálica; em uma junção de túnel magnético é isolante

O torque de transferência de spin (STT) é um efeito no qual a orientação de uma camada magnética em uma junção de túnel magnético ou válvula de spin pode ser modificada usando uma corrente spin-polarizada.
O(a)s transportadore(a)s de carga (como os elétrons) têm uma propriedade conhecida como spin, que é uma pequena quantidade de momento angular intrínseco ao transportador. Uma corrente elétrica é geralmente não polarizada (composta por 50% de elétrons de spin para cima e 50% de spin para baixo); uma corrente spin-polarizada é aquela com mais elétrons de qualquer spin. Ao passar uma corrente através de uma espessa camada magnética (geralmente chamada de “camada fixa”), é possível produzir uma corrente spin-polarizada. Se essa corrente spin-polarizada for direcionada para uma segunda camada magnética mais fina (a “camada livre”), o momento angular pode ser transferido para essa camada, alterando sua orientação. Isso pode ser usado para excitar oscilações ou até mesmo inverter a orientação do ímã. Os efeitos geralmente são vistos apenas em dispositivos de escala nanométrica.

## Memória de torque de transferência despin
O torque de transferência de spin pode ser usado para inverter os elementos ativos na memória magnética de acesso aleatório. A memória magnética de acesso aleatório de torque de transferência de spin (STT-RAM ou STT-MRAM) é uma memória não volátil com consumo de energia de vazamento próximo de zero, o que é uma grande vantagem sobre memórias baseadas em carga, como a memória estática de acesso aleatório e memória dinâmica de acesso aleatório (DRAM). A STT-RAM também tem as vantagens de menor consumo de energia e melhor escalabilidade do que a memória magnetoresistiva de acesso aleatório (MRAM) convencional, que usa campos magnéticos para inverter os elementos ativos. A tecnologia de torque de transferência de spin tem o potencial de possibilitar dispositivos de MRAM combinando requisitos de baixa corrente e custo reduzido; no entanto, a quantidade de corrente necessária para reorientar a magnetização é atualmente muito alta para a maioria das aplicações comerciais, e a redução dessa densidade de corrente sozinha é a base para a presente pesquisa acadêmica em eletrônica de spin.

### Desenvolvimento industrial
A Semicondutores Hynix e a Grandis formaram uma parceria em abril de 2008 para explorar o desenvolvimento comercial da tecnologia de STT-RAM.
A Hitachi e a Universidade de Tohoku demonstraram uma STT-RAM de 32 Mbit em junho de 2009.
Em 1º de agosto de 2011, a Grandis anunciou que havia sido comprada pela Eletrônicos Samsung por uma quantia não revelada.
Em 2011, a Qualcomm apresentou uma STT-MRAM embutida de 1 Mbit, fabricada na tecnologia LP de 45 nm da TSMC no Simpósio em circuitos VLSI.
Em maio de 2011, a Corporação russa de nanotecnologia anunciou um investimento de US$ 300 milhões na Nano electrônicos Crocus (um joint venture com a Tecnologia Crocus) que construirá uma fábrica de MRAM em Moscou, Rússia.
Em 2012, a Tecnologias Everspin lançou o primeiro módulo duplo de memória em linha DDR3 disponível comercialmente, ST-MRAM, com capacidade de 64 Mb.
Em junho de 2019, a Tecnologias Everspin iniciou a produção piloto de chips STT-MRAM de 1 Gb de 28 nm.
Em dezembro de 2019, a Intel demonstrou a STT-MRAM para cache L4.
Outras empresas que trabalham na STT-RAM incluem a Tecnologia Avalanche, a Tecnologia Crocus e a Tecnologias de transferência de spin.